# S/2003 J 23
S/2003 J 23 est un satellite naturel de Jupiter.

## Dénomination
Le satellite ne possède pas encore de nom définitif attribué par l'Union astronomique internationale, son orbite n'étant pas déterminée avec précision. Pour l'instant, il est toujours désigné par sa désignation provisoire S/2003 J 23, indiquant qu'il fut le 23e satellite à être découvert autour de Jupiter en 2003.

## Caractéristiques physiques
S/2003 J 23 mesurerait environ 2 km de diamètre. Il s'agit de l'un des plus petits satellites connus de Jupiter.

## Orbite
S/2003 J 23 partage les éléments orbitaux du groupe de Pasiphaé, un ensemble de satellites irréguliers qui orbitent Jupiter sur des orbites rétrogrades à des distances allant de 22 800 000 à 24 100 000 km, avec des inclinaisons variant de 144,5 à 158,3°.

## Historique
S/2003 J 23 fut découvert en 2004 par Scott Sheppard, David Jewitt, Jan Kleyna et Yanga Fernández à partir d'images prises entre le 5 et le 9 février 2003. Il s'agissait du 23e satellite découvert durant cette session d'observation, le dernier qui fut annoncé, d'où sa désignation provisoire S/2003 J 23.
Sa réobservation, sur des images étalées entre 2003 et 2017, est annoncée en décembre 2020.